# Impfarzt
Der Begriff Impfarzt bezeichnet allgemein einen Arzt, der Impfungen durchführt, also Menschen gegen Krankheiten immunisiert. Es handelt sich dabei nicht um eine Facharzt-, Schwerpunkt- oder Zusatzbezeichnung. Der Begriff Impfarzt ist sowohl in der Alltagssprache als auch in Fachkreisen gebräuchlich und findet vor allem im Kontext von Impfkampagnen, der Gelbfieberimpfung und öffentlichen Gesundheitsmaßnahmen, wie beispielsweise in Zeiten der COVID-19-Pandemie, Anwendung.